# Koós Réka
Koós Réka (Budapest, 1973. május 23. –) színésznő, énekesnő.

## Életpálya
Koós János énekes, humorista és Dékány Sarolta énekesnő első gyermekeként született. A Toldy Mária énekstúdió elvégzése után a Színház és Filmművészeti Főiskolára járt operett-musical szakra (1997). 
1998-ban Niedernhausenben a Sunset Boulevard című musical-ben, 1999-ben Duisburgban a Nyomorultakban (Les Misérables), 2000-ben a bécsi Raimund Színházban szerepelt. 2003-ban hozzáment Tóth Gergelyhez, majd lányuk született: Rozi.

## Színházi szerepei
- Andrew Lloyd Webber–Tim Rice: Evita....Eva Peron
- Gerome Ragni–Galt MacDermot: Hair....Peggy
- Victor Hugo–Herbert Kretzmer: Nyomorultak....Fantine
- Jonathan Larson–Miklós Tibor: Rent....Maureen Johnson
- Rock-ritmusban – Bernsteintôl Webberig
- Pam Gems: Szívecskéim....Dusa
- Orczy Emma–Frank Wildhorn: A Vörös Pimpernel....Marguerite St. Just
- Leonard Bernstein: West Side Story....Anita
- Carlo Collodi: Pinokkió, a hosszúorrú fabáb története....Pillangó
- Sam Spewack–Bella Spewack: Csókolj meg, Katám!....Husika
- Hervé: Nebáncsvirág....Corinna
- Leslie Bricusse–Frank Wildhorn: Jekyll és Hyde....Nellie
- Disney-Cameron Mackintosh: Mary Poppins – Winifred Banks
- T. S. Eliot – A. L. Webber: Macskák – Grizabella
- Abba: Mamma Mia! – Donna Sheridan
- Omega – Pozsgay Zsolt- Gyöngyhajú lány – Anya
- Gömöry Zsolt – Pozsgay Zsolt: Cinderella – Tündérkeresztanya

## Filmjei

### Tévéfilmek
- Helló Doki (1996)

### Sorozatok
- Jóban Rosszban (2005-2006) – Vivien
- A Tanár (2018) – Réka, pultos
- Barátok közt (2020) – Farkas Tamara

## Tévéműsorok
- Szenzációs Négyes (2018)
- „A Nő Háromszor” – műsorvezető
- Sztárban sztár +1 kicsi (első évad) (2016–2017)
- Határok nélkül – Szilveszteri gálaműsor a Szolnoki Szigligeti Színházból (2008) szereplő
- Buzera (2005) – közreműködő
- Finálé – közreműködő
- Főzőcske TV fazék (1979) – közreműködő
- „Jani 65” – közreműködő

## Díjai
- Junior Lyra díj (2000)
- Kornay-Szenes Iván díj (2019)